# Bureau d'enquête et d'analyse pour la sécurité de l'aviation civile (Sénégal)
Le Bureau d'enquête et d'analyse pour la sécurité de l'aviation civile (BEA Sénégal) est l'autorité sénégalaise responsable des enquêtes de sécurité pour les accidents et incidents graves impliquant des aéronefs civils. C'est une part du ministère du Tourisme (en).
À partir de 2015 le directeur est Amadou Lamine Traoré.

## Rapports
- Collision en vol au Sénégal en 2015